# Casa Portada de los Guzmán de Vegadeo
La casa Portada de los Guzmán de Vegadeo o casona de los Guzmanes está situada en la localidad de San Martín, en el concejo asturiano de San Martín de Oscos.
Se trata de un gran ejemplo de palacio rural.
La edificación fue fundada entre 1756 y 1770 destacando de ella la entrada al complejo a través de una gran puerta con escudo nobiliario de gran factura.
En la actualidad el edificio alberga diferentes edificios municipales, como por ejemplo el centro de salud, el ayuntamiento...
- Datos: Q5754488